# 反修正主义
反修正主义（英語：Anti-revisionism）作为一个国际共产主义运动中的术语是指反对修正或放弃基本的革命理论和实践，反对修正主义。斯大林主义者、毛主义者、霍查主义者都标榜自身奉行“反修正主义”。
列宁指出“没有革命的理论，就没有革命的运动。”“只有以先进理论作为指导思想的党，才能承担起先进战士的职责。”“任何对社会主义的削弱，都是对资产阶级自由主义的加强。”
反修正主义者反对铁托、赫鲁晓夫和邓小平等政治领导人采取的改革，称其为社会帝国主义和资本主义复辟。他们批评官方共产党实行修正主义政策，并拒绝托洛茨基主义。反修正主义的主要方面之一是捍卫斯大林的贡献和反对去斯大林化。随后，他们的意识形态在不同国家开始出现分歧。
反修正主义的兴起受到中苏分裂的强烈影响，但在毛泽东去世和四人帮被捕后，其受欢迎程度开始下降。